# 다케모토 메구미
다케모토 메구미(일본어: 竹本 恵, 문화어: 다께모또 메구미, 1981년 1월 12일 ~ )는 도쿄 대학 야구부에서 활약을 한 일본의 전 대학 야구 선수이자 여자 야구 선수이다. 지바현 출신이며 투구와 타석은 좌투좌타였다.

## 인물
유년기 시절부터 야구를 좋아하게 되면서 중학교, 고등학교 시절엔 소프트볼 선수로 활약했던 적이 있어 1999년 니가타 현립 니가타고등학교를 졸업한 후 도쿄 대학 문과에 진학하여 대학 야구부에 입단했다. 입단 후 학창시절에 소프트볼 선수로 활약했던 경험을 삼아 도쿄 지역 6개 대학 야구팀으로 구성된 도쿄 6대학 야구 연맹의 사상 최초의 일본 여자 야구 선수가 되면서 왼손의 언더스로를 공략하는 등 선수층이 얇은 도쿄 대학에서의 다소나마 타고난 선수로 알려지기도 했다. 같은해 1999년 추계 신인 경기에 있어서의 첫 등판, 2년 후인 2001년 춘계 리그전인 게이오기주쿠 대학 1차전(4월 14일)에서 일본인 여성 선수 첫 출장을 완수하기도 했다. 같은해인 5월 28일 메이지 대학과의 2차전에서는 고바야시 지히로와의 여성 선수끼리의 선발이 실현되면서 주목을 끌기도 하였다. 리그 경기의 통산 성적은 4경기에 등판하여 0승 1패, 9.00의 평균자책점을 기록했다.
2003년에 교육학부를 졸업하여 그 후 오토바이를 타고 전 세계를 돌아 다니는 세계 일주를 하면서 2006년에 귀국, 2007년 모교인 도쿄 대학 공공 정책 대학원에 입학했다.

## 출신 학교
- 니가타 현립 니가타고등학교
- 도쿄 대학
- 도쿄 대학 공공 정책 대학원

## 같이 보기
- 고바야시 이타루
- 마쓰카 다카히로
- 요시다 에리